# حرب تاكي
حرب تاكي، أو تمرد تاكي، هي ثورة أقامها عبيد من أكان (يُشار إليهم فيما بعد باسم كورومانتي) في جامايكا من مايو إلى يوليو 1760. وهو تمرد العبيد الأكثر أهمية في منطقة البحر الكاريبي، من بين تمرد العبيد عام 1733 في سانت جون والثورة الهايتية عام 1791. وفقًا للأستاذ تريفور بورنارد: «من حيث الصدمة التي أصابت النظام الإمبراطوري، فإن الثورة الأمريكية فقط هي التي تفوّقت على حرب تاكي في القرن الثامن عشر».

## التخطيط ونشأة زعيمها
كان زعيم التمرد تاكي في الأصل من مجموعة فانتي العرقية في غرب أفريقيا وكان الزعيم الأكبر في أرض فانتي (في المنطقة الوسطى من غانا حاليًا) قبل استعباده. خطّط تاكي مع كوين ناني أو نانا من شعب أشانتي، للسيطرة على جامايكا من أيدي البريطانيين لتكون بلدًا أسودَ منفصلًا، لوحده وليس كحليف.
قبل أن يصبح تاكي عبدًا، كان مَلكًا على قريته. وهو نفسه ألغى بيع خصومه من آشانتي ونزيما وأهانتا -دول أكان الأخرى- لحياة العبودية كغنائم حرب للبريطانيين. ولكن من المفارقات أنه أصبح عبدًا عندما هزمت دولة منافسة جيشه في المعركة وباعته إلى جامايكا أيضًا. كتب جي. أ. جونز، الذي ادّعى أنه قابل تاكي عندما أسره أثناء محاولته الحصول على مقابلة معه، في مذكراته أن تاكي يتحدث الإنجليزية بطلاقة جدًا (وهو أمر شائع بالفعل بالنسبة للطبقة الحاكمة لشعب فانتي في ذلك الوقت).
ووفقًا لما ذكره جونز أيضًا، عُثر على تاكي في كهف قبل عام من اندلاع التمرد، وهو يضع الخطط مع رفاقه: كوا (توي ياو) وسانغ وسوبادو (توي سوبادو) وفولا جاتي وكوانتي (توي كوارتنغ). جميعهم -ما عدا فولا جاتي- انحدروا من مجموعة أكان العرقية.

## وقائع التمرد
في وقت ما قبل طلوع الفجر يوم الاثنين من عيد الفصح، 7 أبريل 1760، بدأ تاكي وأتباعه التمرد واستولوا بسهولة على مزرعتي فرونتير وترينيتي بقتل أسيادها. مدعومين بنجاحهم السهل، شقّوا طريقهم إلى مستودع في حصن هولدين حيث تُحفظ الذخائر للدفاع عن مدينة بورت ماريا. بعد قتل أمين المستودع، سرق تاكي ورجاله ما يقارب 4 براميل من البارود و 40 سلاحًا ناريًا مع الطلقات، قبل أن يكملوا السير لاجتياح المزارع في هيوود هول وإيشر.
مع الفجر، انضم مئات من العبيد الآخرين إلى تاكي وأتباعه. في وادي بالارد، توقّف الثوار ليحتفلوا بنجاحهم. قرر أحد العبيد من إيشر أن ينسلّ بعيدًا ويطلق الإنذار. انتشر رجال الأوبيا (الأطباء المشعوذين في منطقة الكاريبي) بسرعة حول المعسكر ووزّعوا مسحوقًا زعموا أنه سيحمي الرجال من الإصابة في المعركة وأعلنوا بصوت عالٍ أن رجل الأوبيا ليس بإمكان أحد أن يقتله. كانت ثقتهم عالية.
سرعان ما كان هناك ما بين 70 إلى 80 من خيالة الميليشيات في طريقهم مع بعض المارون من مور تاون وتشارلز تاون في جامايكا وسكوتس هول (جامايكا)، الذين كانوا ملزَمين بموجب معاهدة بقمع مثل هذه التمردات. قاد تشارلز سويغل -المشرف الأبيض في مور تاون- قوات المارون، أما ضباط المارون الذين كانوا مسؤولين أمامه فهم كلاش وسامبو من مور تاون، وكواكو وكين من تشارلز تاون، وكودجو وديفي المارون من سكوتس هول.
عندما علمت الميليشيا بتفاخر رجل الأوبيا بعدم قدرة أحد على قتلهم، أُلقي القبض على أحد رجال الأوبيا وقُتل وعُلّق مرتديًا قناعه وزينة الأسنان وزركشة العظم والريش في مكان بارز مرئي من معسكر المتمردين. عاد العديد من المتمردين -بعد أن تزعزعت ثقتهم- إلى مزارعهم، أما تاكي و25 رجلًا تقريبًا برفقته قرروا مواصلة القتال.
لاحق المارون وهدّافهم الأسطوري ديفي تاكي ورجالَه الذين ذهبوا ركضًا عبر الغابة. أثناء الركض بأقصى سرعة، أطلق ديفي النار على تاكي وقطع رأسه كدليل على عمله البطولي الذي سيُكافأ عليه بسخاء. عُرض رأس تاكي لاحقًا على عمود في سبانيش تاون إلى أن أنزله أحد أتباعه في منتصف الليل. عُثر على من تبقّى من رجال تاكي في كهف بالقرب من شلالات تاكي منتحرين، إذ آثروا الموت على العودة إلى حياة العبودية.

## نتائج التمرد
لم ينتهِ التمرد عند هذا الحد، إذ اندلعت تمردات أخرى في جميع أنحاء جامايكا، ونُسب كثير منها على نحو خاطئ أو صحيح إلى دهاء تاكي واستراتيجيته. استغرق الأمر بضعة أشهرٍ حتى جرى فرض النظام. لقي أكثر من 60 شخصًا من البيض حتفهم فضلًا عن 400 شخص تقريبًا من العبيد السود، بمن فيهم زعيمان أُحرقا أحياء، واثنان آخران عُلّقا في أقفاص حديدية في موكب كينغستون، حتى ماتوا جوعًا.
يمكن زيارة نصب تاكي في كلود ستيوارت بارك في ميناء ماريا، سانت ماري. يمكن الوصول إلى شلالات تاكي عن طريق البحر، لكن السكان المحليين يعدّون الطريق البري شاقًّا للغاية. انحسرت مياه الشلالات على مر السنين والصخور المتآكلة هي التي تحدد مسارها بشكل رئيسي. أما الموقع الدقيق للكهف الذي عُثر فيه على رفات رجال تاكي فهو غير معروف.
قُمع تمرد تاكي، مثل العديد من ثورات العبيد الأخرى عبر الأطلسي، بسرعة وبلا رحمة من قبل المسؤولين الاستعماريين. وعاقب أصحاب المزارع العبيدَ المتمردين بشدة. علم العبيد الآخرون بتمرد تاكي، الذي أثار البلبلة والاضطرابات في جميع أنحاء الجزيرة. استغرق الأمر من القوات المحلية بضعة أسابيع لاستعادة النظام.

## أكوا (ملكة كينغستون)
قبل بداية التمرد، اكتُشف أن العبيد في كينغستون قد انتخبوا أنثى من عبيد أشانتي تدعى كوباه (تسمية بريطانية خاطئة للاسم الأكاني "أكوا") لمنصب «ملكة كينغستون». جلست كوباه (أكوا) تحت مظلة في اجتماعاتهم، مرتدية رداءً وتاجًا. لم يكن معروفًا ما إذا كان هناك أي اتصال مباشر بين شعب كوباه وتاكي ولكن عندما اكتُشِف، أُمر بنقلها من الجزيرة بتهمة التآمر للتمرد. أثناء وجودها في البحر، قدّمت رشوة لقبطان السفينة لينزلها على الشاطئ غرب جامايكا حيث انضمت إلى المتمردين وظلّت طليقة لعدة أشهر. عندما أُلقي القبض عليها مرة أخرى، تم إعدامها.